# Das Traumschiff: Malediven/Thaa Atoll
Das Traumschiff: Malediven/Thaa Atoll ist ein deutscher Fernsehfilm unter der Regie von Oliver Dommenget, der am 4. April 2021 im ZDF seine Erstausstrahlung hatte. Es ist die 90. Folge der Fernsehreihe Das Traumschiff.

## Handlung
Für Traumschiff-Kapitän Max Parger, seine Crew und die Bordpassagiere geht es diesmal zu den Malediven. Im Mittelpunkt der Handlung steht unter anderen der Dauerpassagier Frank Baum, der jede Frau anbaggert, die ihm über den Weg läuft. Besonderen Gefallen findet er an der Mitpassagierin Birgit Röhl, der Freundin der Hoteldirektorin Hanna Liebhold. Gemeinsam mit seinem Bruder Thomas buhlt er um ihre Gunst. Mit einem gespielten Flirt kann Birgit die Aufmerksamkeit von Frank erreichen, der sich schließlich in sie verliebt.
Nele Berghaus, eine ehemals erfolgreiche Fotografin, ist seit einem Unfall blind. Da sie auf Hilfe angewiesen ist, reist sie in Begleitung des unerfahrenen Kornelius Busch. Kornelius hat zunächst nur Augen für die Tanzlehrerin Mia Wagner. Allmählich freundet er sich aber auch mit seiner Schutzbefohlenen an, die ihm sogar Flirttipps für seine große Liebe gibt. Als Mia die Flirttipps entdeckt wird sie ungehalten, jedoch kann Kornelius sie mit seiner persönlichen Art besänftigen und die beiden kommen zusammen. Mia ist so beeindruckt von Nele, dass sie ihr vorschlägt, professionelle Flirt-Beratung zu betreiben.
Neu an Bord ist die Schiffsärztin Dr. Jessica Delgado. Sie erhält Besuch von ihrem Neffen Timo, der großer Fan des mitreisenden Fußballspielers Lars Meyer ist. Beide freunden sich mit Lars an, der nach einer schweren Operation seine Karriere als Fußballer beenden musste. Zu einem Zerwürfnis kommt es, als sich herausstellt, dass Jessica an der misslungenen Operation beteiligt war. Nach einem langen Streit mit zahlreichen gegenseitigen Vorwürfen entschuldigt sich Lars bei Jessica. Dieser habe sich zu sehr in die Sache hineingesteigert.

## Hintergrund
Das Traumschiff: Malediven/Thaa Atoll wurde vom 11. November 2020 bis zum 15. Dezember 2020 auf den Malediven gedreht. Produziert wurde der Film von der Polyphon Film- und Fernsehgesellschaft.

## Rezeption

### Einschaltquoten
Bei der Erstausstrahlung am 4. April 2021 wurde Das Traumschiff in Deutschland von 6,25 Millionen Zuschauern gesehen, was für das ZDF einen Marktanteil von 19,4 Prozent einbrachte.